# Titus Coponi
Titus Coponi (en llatí Titus Coponius) va ser un noble de Tibur del segle ii aC o començaments del segle i aC, que formava part de la família dels Coponi.
Va ser reconegut ciutadà romà com a compensació, després de la condemna de Gai Massó (Caius Masso) a qui ell havia acusat.